# Запивалово
Запива́лово — деревня в Чебаркульском районе Челябинской области. Входит в Шахматовское сельское поселение.

## География
Деревня расположена на берегу реки Бишкиль. Расстояние до центра сельского поселения, посёлка Шахматово 2 км, до районного центра, Чебаркуля 15 км.

## Население
| 2002 | 2010 |
| ---- | ---- |
| 182  | ↗192 |

По данным Всероссийской переписи, в 2010 году численность населения деревни составляла 192 человека (94 мужчины и 98 женщин).

## Улицы
Уличная сеть деревни состоит из 5 улиц.